# Arpanet
Arpanet (angleško ARPANET; kratica za Advanced Research Projects Agency Network, dobesedno Omrežje agencije za napredne projekte) je bilo prvo delujoče omrežje na osnovi preklapljanja paketov na svetu in eden temeljev za nastanek interneta. Razvili sta ga skupini iz podjetja BBN (Cambridge, Massachusetts) in z Agencije za napredne obrambne analize (DARPA) v Združenih državah Amerike.
Preklapljanje paketov, ki je bil za tiste čase povsem nov koncept, je danes osnova praktično vseh svetovnih sistemov digitalne komunikacije.

## Ideja o nastanku
Projekt se je začel med hladno vojno, ko so ZDA potrebovale zanesljivo komunikacijsko omrežje. V letu 1950, ko so računalniški tehniki potrebovali zanesljivo omrežno povezavo, so začeli z razvojem projekta. V tistem času je bilo malo zmogljivih računalnikov, ki pa so bili razporejeni po vsej državi in niso imeli omogočene medsebojne povezave. Nastala je ideja o povezavi, s katero bi bili lahko vsi računalniki povezani drug z drugim, povezava pa se ne bi prekinila, če bi se kateri izmed računalnikov pokvaril.
Joseph C. R. Licklider in Bob Taylor sta bila med znanstveniki, ki so imeli glavno vlogo pri razvijanju tehnologije. Taylor je imel v svoji pisarni tri računalniške terminale, ki so bili povezani vsak na svoj računalnik. Pri tem je ugotavljal, kako bi povezave lahko najbolje delovale. Po razmišljanju se mu je utrnila ideja, da bi bilo lažje, če bi bili vsi računalniki povezani na en terminal, saj bi na ta način informacije lažje prehajale. Tako je odkril nekaj, kar so kasneje poimenovali paketno preklapljanje. Omrežje ARPANET je bilo primarno vojaško komunikacijsko omrežje, vendar je Taylor trdil, da celoten namen izumitve ARPANETA ni bil vojaški, temveč znanstveni.
Tudi Paul Baran je raziskoval sisteme, ki bi preživeli nuklearno vojno. Kot rezultat teh raziskovanj je prav tako predstavil paketno preklapljanje.
Frank Heart in njegova ekipa BBN je sledila Taylorjevi teoriji in ARPA načrtu. Tako so oblikovali koncept usmerjevalnikov. Naredili so načrt, ki ima na vsaki strani funkcijo preklapljanja data-set (modemov), med njimi pa so bili usmerjevalniki. Zasnovali so sistem z modemi, usmerjevalniki, strojno opremo in programsko opremo za paketno preklapljanje.

## Prvo uspešno sporočilo
Prvo uspešno sporočilo prek ARPANETA je poslal študent programerstva Charley Kline, 29. oktobra 1969 ob 10.30 uri. Sporočilo je bilo poslano z univerze UCLA na raziskovalni inštitut v Stanford. Vsebovalo naj bi besedico LOGIN, vendar sta zaradi sesutja sistema do prejemnika prišli le črki L in O. Ko so napako odpravili, je po eni uri do prejemnika prišlo celotno sporočilo.

## Nadaljnji razvoj
Razvoj se je nadaljeval in marca leta 1970 je ARPANET prispel do vzhodne obale ZDA, saj se je BBM iz Cambridgea, Massachusetts, povezal na omrežje. Omrežje je postopoma raslo, do leta 1981 pa je bilo nanj povezanih že 213 računalnikov. Število povezanih računalnikov je naraščalo vsak mesec.
Leta 1973 se je na omrežje povezal norveški satelit NORSAR, s tem pa je Norveška postala prva država izven ZDA na omrežju ARPANET.
Septembra 1984 je bilo delo končano. ARPANET ni bil več vojaško omrežje, saj je vojska dobila novega, imenovanega MILNET.

## Komunikacija
Protokol 1822 je bil izhodišče za komunikacijo na ARPANETU. Sporočila, ki so se pošiljala s pomočjo tega protokola, so bila sestavljena iz vrste sporočila, naslova gostitelja in podatkovnega naslova gostitelja. Za pošiljanje sporočila na drugi naslov je bilo treba poznati destinacijo prejemnika. Podatki so bili nato poslani prek strojne opreme vmesnika protokola 1822. Ko je bilo sporočilo dostavljeno na cilj, je pošiljatelj poslal novo sporočilo. Protokol 1822 je bil prvotno zasnovan za informiranje pošiljateljevega računalnika o tem, ali je bilo sporočilo dostavljeno ali pa se je izgubilo na poti. Leta 1983 je TCP/IP protokol nadomestil predhodnega in takrat je ARPANET postal ena izmed komponent začetnega interneta.